# Grzybiarkowate
Grzybiarkowate, bedliszkowate, bedliszki, grzybiarki (Mycetophilidae) – rodzina muchówek z podrzędu długoczułkich i infrarzędu Bibionomorpha. Larwy są mykofagiczne, rzadko drapieżne, a wyjątkowo parazytoidalne.

## Opis

Schemat użyłkowania skrzydła grzybiarkowatych. C – żyłka kostalna, Sc – żyłka subkostalna, od R1 do R5 – żyłki radialne, od M1 i M2 – żyłki medialne, CuA1 i CuA2 – żyłki anterokubitalne, A1 – żyłka analna, r-m – żyłka poprzeczna radialno-medialna, h – żyłka barkowa

Muchówki o ciele długości od 1,8 do 8,7 mm i ubarwieniach od żółtego przez brązowe po czarne. Na głowie występują zwykle trzy przyoczka, ale środkowe może być mniejsze lub całkiem zanikłe. Przyoczka boczne często stykają się z krawędziami oczu złożonych. Czułki nie przekraczają swoją długością ciała i zwykle zbudowane są z trzonka, nóżki i 14-członowego biczyka, ale liczba członów w tym ostatnim może być zredukowana nawet do dziewięciu u rodzaju Cordyla. Głaszczki szczękowe zwykle składają się z palpigera i czterech członów, ale liczba tych ostatnich może też wynosić trzy, dwa lub jeden. Na tułowiu przedplecze, skutum i tarczka są zawsze owłosione i zaopatrzone w szczecinki, natomiast pleuryty i przedpiersie mogą być nagie. Mesepimeron jest smukły i niekiedy od spodu zanikły. Skrzydła cechuje błona porośnięta włoskami mikroskopowymi, makroskopowymi bądź oboma ich typami. Użyłkowanie skrzydła może być kompletne lub w różnym stopniu zredukowane. Mniej lub bardziej wydłużona żyłka poprzeczna radialno-medialna ma przebieg skośny lub wzdłużny, a pierwsza żyłka analna jest zawsze niekompletna. Piąta komórka radialna ma zwykle smukły kształt. Odwłok jest u nasady przewężony i ma bardzo krótki ósmy segment. Narządy rozrodcze mogą być różnie wykształcone. U samic występują jedno- lub dwuczłonowe przysadki odwłokowe połączone z ostatnim zesklerotyzowanym tergitem oraz dwa niezesklerotyzowane zbiorniki nasienne.

## Biologia i występowanie

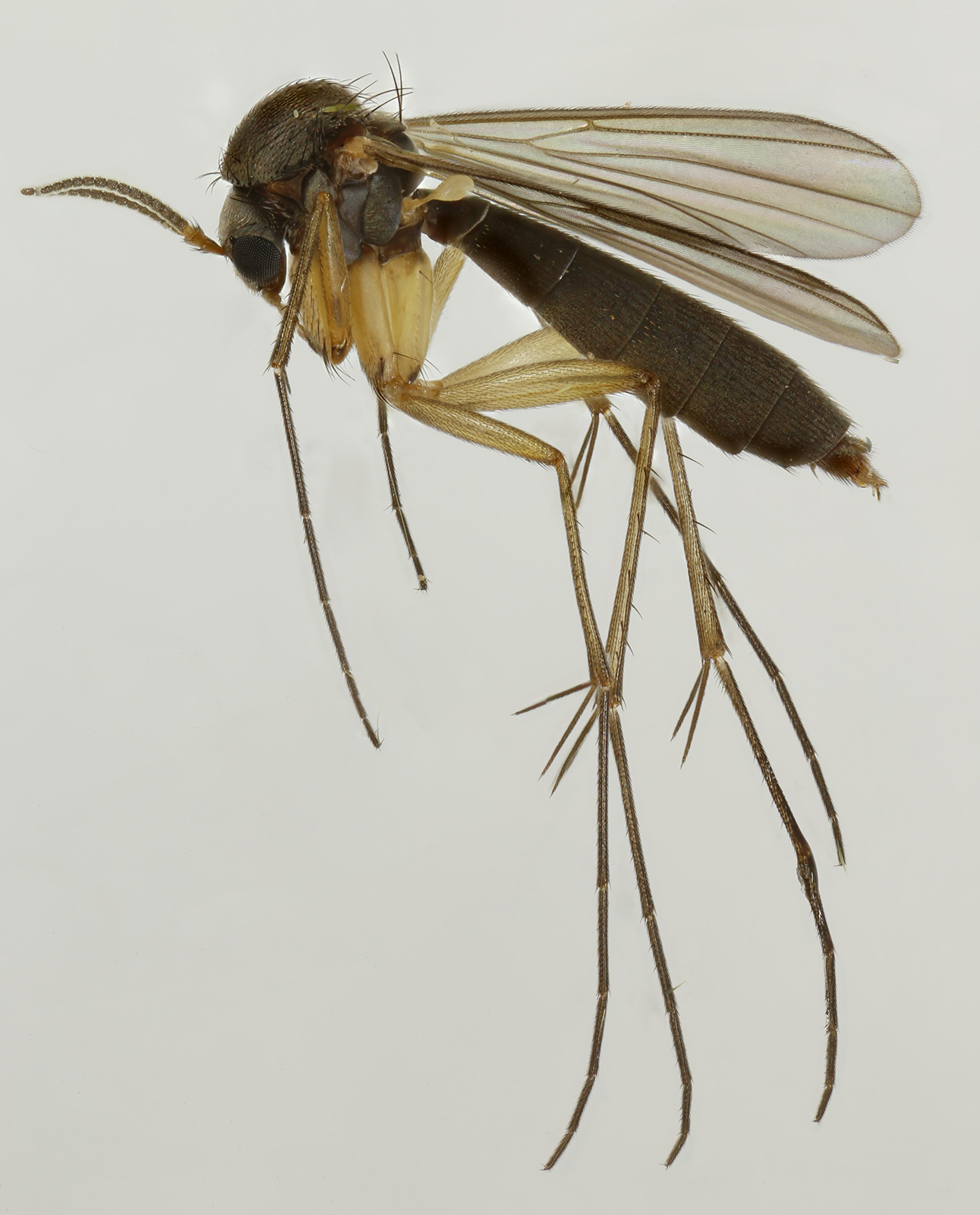
Exechia spinuligera

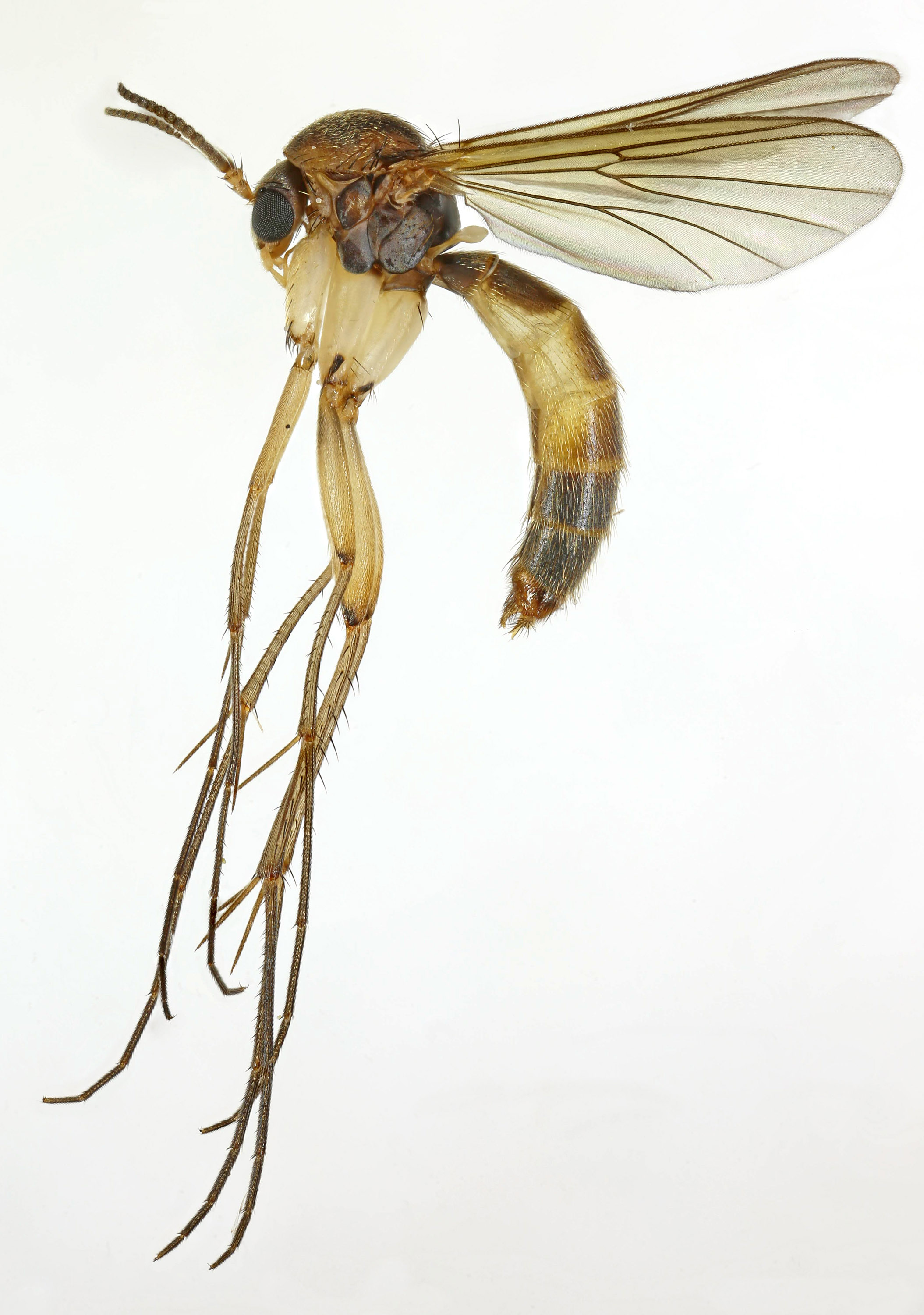
Stigmatomeria crassicornis

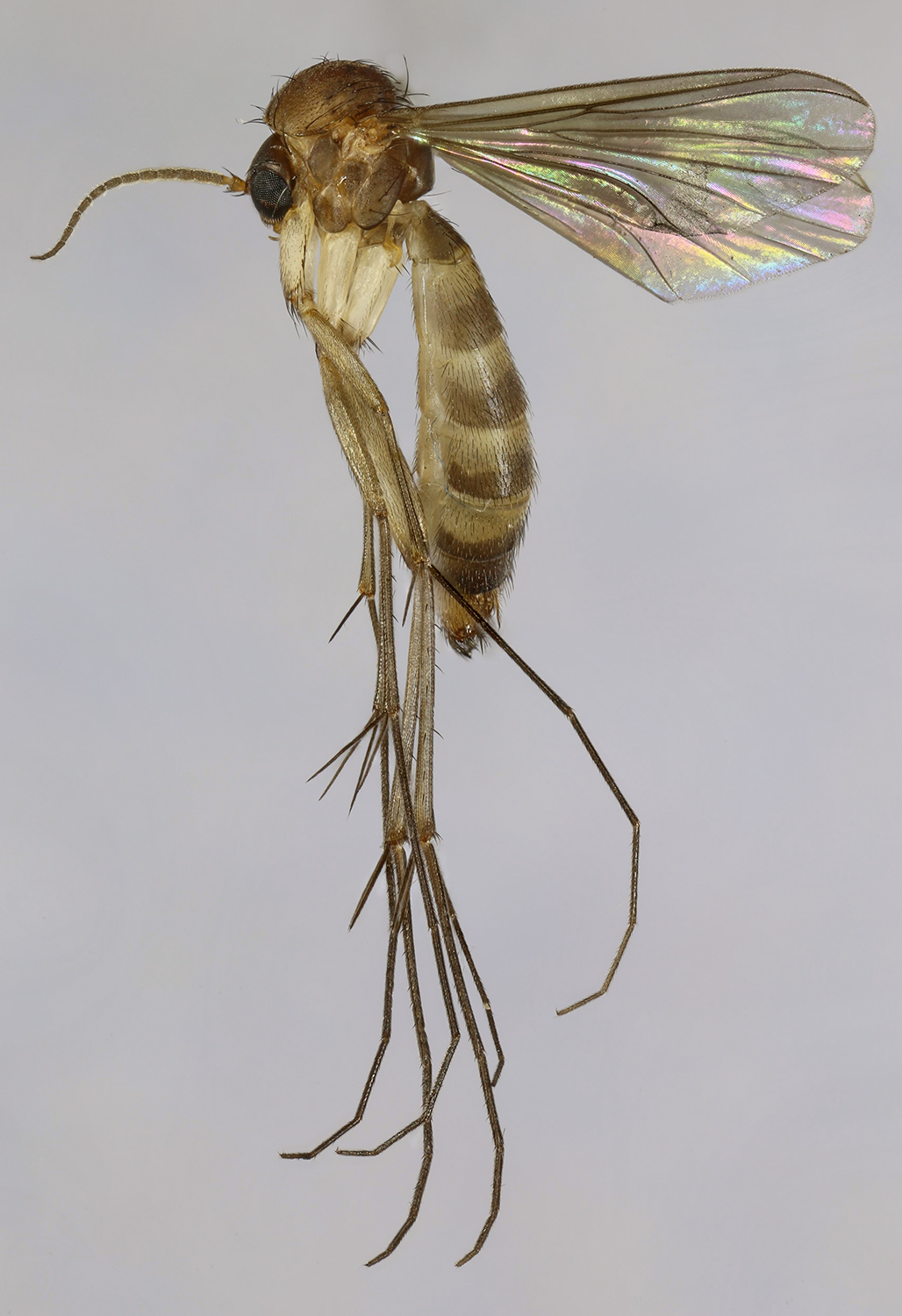
Rymosia fasciata

Rodzina kosmopolityczna. Larwy zwykle mykofagiczne, żerują na owocnikach, zarodnikach i strzępkach grzybów. Występują wewnątrz grzybów, w butwiejących roślinach, pod korą martwych drzew, w mchach i wątrobowcach, ptasich i ssaczych gniazdach oraz jaskiniach. Niektóre larwy są drapieżne, a jedyną znaną larwą parazytoidalną jest Planarivora insignis, której ofiarą padają lądowe wirki. Niektóre gatunki notowane są jako szkodniki upraw pieczarek.
W Polsce stwierdzono około 400 gatunków (zobacz: grzybiarkowate Polski).

## Systematyka
Dawniej rodzinę tę definiowano znacznie szerzej, jednak liczne zaliczane doń podrodziny zostały wyniesione do rangi osobnych rodzin, np. grzybolubkowate, płaskorożkowate, Ditomyiidae, Diadocidiidae czy Lygistorrhinidae. Współcześnie umieszcza się je w grupie Mycetophiliformia, a w obrębie niej wyróżnia nadrodzinę Mycetophiloidea, obejmującą tylko grzybiarkowate i Lygistorrhinidae. W obrębie grzybiarkowatych wyróżnia się tradycyjnie dwie podrodziny: Mycetophilinae i Sciophilinae. Zalicza się do nich rodzaje:
- Acnemia
- Acomoptera
- Acomopterella
- Acrodicrania
- Adicroneura
- Afrocnemia
- Agaromya
- Aglaomyia
- Allactoneura
- Allocotocera
- Allodia
- Allodiopsis
- Anaclileia
- Anatella
- Aneura
- Anomalomyia
- Aphrastomyia
- Apolephthisa
- Aspidionia
- Ateleia
- Austrosciophila
- Austrosynapha
- Aysenmyia
- Azana
- Baeopterogyna
- Boletina
- Boletiniella
- Bolithomya
- Bolithomyza
- Boraceomyia
- Brachypeza
- Brevicornu
- Caledonileia
- Cawthronia
- Celebesomyia
- Chalastonepsia
- Clastobasis
- Cluzobra
- Coelophthinia
- Coelosia
- Cordyla
- Cowanomyia
- Creagdhubhia
- Cycloneura
- Deimyia
- Dinempheria
- Docosia
- Drepanocercus
- Dynatosoma
- Dziedzickia
- Echinopodium
- Ectrepesthoneura
- Epicypta
- Eudicrana
- Eumanota
- Exechia
- Exechiites
- Exechiopsis
- Garrettella
- Gnoriste
- Gracilileia
- Greenomyia
- Grzegorzekia
- Hadroneura
- Hemisphaeronotus
- Impleta
- Indoleia
- Leia
- Leiella
- Leptomorphus
- Lusitanoneura
- Macrobrachius
- Macrorrhyncha
- Manota
- Megalopelma
- Megophtalmidia
- Metanepsia
- Mohelia
- Monoclona
- Morganiella
- Moriniola
- Mycetomyza
- Mycetophila
- Mycomya
- Mycomyiella
- Mycomyites
- Neoallocotocera
- Neoaphelomera
- Neoclastobasis
- Neoempheria
- Neoneurotelia
- Neoparatinia
- Neotrizygia
- Neuratelia
- Novakia
- Opsion
- Palaeodocosia
- Paracycloneura
- Paradoxa
- Paraleia
- Paramanota
- Paramorganiella
- Paratinia
- Paratrizygia
- Parempheriella
- Parvicellula
- Phronia
- Phthinia
- Platyprosthiogyne
- Pleurogymnus
- Pollicitator
- Polylepta
- Procycloneura
- Promanota
- Prospeolepta
- Pseudalysiinia
- Pseudexechia
- Pseudobrachypeza
- Pseudorymosia
- Rhymoleia
- Rondaniella
- Rymosia
- Saigusaia
- Schnusea
- Sciophila
- Sigmoleia
- Speolepta
- Stenophragma
- Sticholeia
- Stigmatomeria
- Synapha
- Syndocosia
- Synplasta
- Syntemna
- Tarnania
- Tasmanina
- Tetragoneura
- Thoracotropis
- Tipula
- Trichonta
- Trichoterga
- Trizygia
- Vecella
- Viridivora
- Waipapamyia
- Zygomyia
- Zygophronia